# Loui & Scibi
Loui & Scibi – polski zespół house w którym tworzą dwaj muzycy : Wojciech Kucharski (Loui) i Paweł Ścibura (Scibi).

## Dyskografia

### Single
- Feel The Sun [O2P Records, 2009]
- This Is How We Do It (feat. Jacob A) [Diamondhouse Records, 2009]
- Around (feat. Jacob A) [Diamondhouse Records, 2010]
- Dance All Night (feat. Andrea Love) [Purple Music, 2011]
- Giving You The Light (feat. Nathalia) [Diamondhouse Records, 2011]
- Who Am I (feat. Alec Sun Drae) [Diamondhouse Records, 2011]
- Stop The Time (feat. Jacob A) [Taste The Music, 2012]
- All I Feel Is Love (feat. Liah Walker) [Taste The Music, 2012]
- Happy To Say It (feat. JM Browne) [Taste The Music, 2013]
- Your Love (feat. Nuwella) [Deepalma Records, 2013]
- In The Air (feat. John James) [Taste The Music, 2014]
- Your Love (Remixes) [Deepalma Records, 2014]
- Believe Me (feat. Beth Aggett) [HK Records, 2014]
- Don't Lie [Deepalma Records, 2015]
- Run Away (with JazzyFunk) [Spirit Soul Records, 2015]
- Beautiful Life [Taste The Music, 2015]
- The Cure (feat. Beth Aggett) [Deepalma Records, 2016]
- More Than Enough (feat. Fourfeet) [Deepalma Records, 2016]
- Breathing Fire [Taste The Music, 2017]

### Remiksy
2017
- Random Soul - Wonderland [Random Soul Recordings]

2016
- Lumoon & Rob!n feat. Ingrid Hakanson - Rendez-vous [Clair de Lune Records]

2015
- Matthew1626, Jamie Kuse, Karolyn Haze - Walk On Water [Deepalma Records]
- Promonova feat. Sondrey - Match Our Love [Bobbin Head Music]

2014
- Mike La Funk, Colonel Red - Wake Up [BeatCanteen Records]

#### 2013
- Seb Skalski - Fire [SpekuLLa Records]
- Dajae - Everyday My Life

#### 2012
- Den Hétrix, Daniel Bovie, Fab Morvan - Brown Paper Bag [Taste The Music]
- Clemens Rumpf, Willy Washington - How You Make Me Feel [Deep Village Records]
- Miqro, Ronar - You Will See [Solardish Records]
- Rob Hayes - We Got It All [Soulphusion Records]
- Scott Diaz, Lenny Hamilton - Needin' Your Love [connect:d Records]
- Groove Cocktail Feat.Donald Sheffey - Touch me [Purple Music Records]
- Johnny Bravo, Miezcyk, Stephanie Sounds - Lovin' You [Attractive Records]

#### 2011
- Benjamin Franklin feat. Chappell - It's On [Diamondhouse Records]
- Hanna Hais, Amorhouse & Antony Fennel - Le Declic [Atal Records]
- Kaelig feat. Jayhem - Bring Back [Diamondhouse Records]
- Housemates - Younger [Milk & Sugar Recordings]

#### 2010
- Yves Murasca - Happy [Milk & Sugar Recordings]
- Wet Fingers - Like This [BIP Records]
- Groove Cocktail - Take Me Higher [Pierogi Records]
- Distant People - Rythm Of My Love [Diamondhouse Records]

#### 2009
- Mike Cortez & Poldee - Are You Adult Enough [Coffee Bar Music]